# André Geraldes
André Geraldes de Barros (Maia, 2 maggio 1991) è un calciatore portoghese, difensore del Casa Pia.

## Caratteristiche tecniche
È un terzino che può giocare su entrambe le fasce.

## Palmarès

### Club

#### Competizioni nazionali
- Campionato israeliano: 1

Maccabi Tel Aviv: 2019-2020
- Coppa del Portogallo: 1

Sporting Lisbona: 2014-2015